# William Kilby Reynolds (1848–1902)
William Kilby Reynolds określany Jr., second (ur. 19 czerwca 1848, Saint John, zm. 2 grudnia 1902, tamże) – kanadyjski dziennikarz i historyk, z wykształcenia prawnik; wolnomularz.
Przyszedł na świat 19 czerwca 1848 jako syn urodzonego w stanie Maine przedsiębiorcy Williama Kilby’ego Reynoldsa i pochodzącej z Nowej Szkocji Caroline M. Delaney w Saint John w Nowym Brunszwiku. Kształcił się w zawodzie prawnika w kancelarii Johna Hamiltona Graya (Gray & Kaye), jednak począwszy od 1872 był czynny głównie jako dziennikarz i historyk. Jako autor współpracował początkowo z lokalnymi gazetami w Saint John: „The New Dominion and True Humorist”, „Saint John Daily News”, „The Daily Tribune”, „Daily Telegraph”, następnie redagował w Sackville tamtejsze pismo „Borderer”, by w 1882 objąć wydawany w Moncton „Daily Times”. W latach 1883–1886 przebywał w Stanach Zjednoczonych, gdzie pracował dla bostońskiego „Globe” (w 1884), wydawanych w Troy „Daily News” i „Sunday News” (w 1885), wreszcie dla bostońskiego „Posta” (1885–1886), w którym pełnił funkcje redaktorskie. Po powrocie do Nowego Brunszwiku, w 1888 wspólnie z Josephem S. Knowlesem założył miesięcznik poświęcony podróżom i turystyce „Gripsack”, a od początku lat 90. XIX w. był redaktorem naczelnym tygodnika „Progress”, do którego pisał też krótkie artykuły historyczne. Do pracy w dziennikarstwie codziennym („Daily Telegraph”) powracał na krótko w 1891 i 1896 w związku z kanadyjskimi wyborami federalnymi, pisząc też potem tam przez krótki czas szkice historyczne. Od lipca 1898 przez rok przy wsparciu New Brunswick Historical Society (którego sam był członkiem) wydawał i redagował „The New Brunswick Magazine”; rozbrat z tym czasopismem był związany z podjęciem pracy od kwietnia 1899 jako rzecznik prasowy w biurze Intercolonial Railway w Moncton, którą pełnił do końca roku. Publikował książki związane z historią i turystyką w Nowym Brunszwiku m.in. An intercolonial outing (wyd. 1891), Old-time tragedies (wyd. 1895), był autorem biografii pastora kościoła św. Andrzeja w Saint John Williama Donalda (wyd. 1898) oraz fragmentu dotyczącego prowincji w oficjalnej publikacji Canada from ocean to ocean (wyd. 1899).
Należał do masonerii, pełnił w organizacji wiele wysokich funkcji, ale zrezygnował z członkostwa w związku z konwersją na katolicyzm w 1894. W lutym 1899 bez powodzenia ubiegał się w oparciu o głosy wyborców katolickich o mandat w wyborach prowincjonalnych z miasta Saint John, a rok później założył tam czasopismo „Freeman” dla katolickich czytelników, na którego bazie powstało w maju tego roku wydawnictwo Freeman Publishing Company, a on sam, mimo ponownego zatrudnienia w przedsiębiorstwie kolejowym, gromadził materiały do historii Kościoła katolickiego w prowincji. Był członkiem organizacji katolickich: Ancient Order of Hibernians oraz Hibernian Knights (przez pewien czas był prezesem tej ostatniej).
Przez wiele lat pozostawał w stanie bezżennym i zmarł 2 grudnia 1902 w Saint John.